# Séisme de 1968 à Inangahua
Séisme de 1968 à Inangahua est un tremblement de terre qui s'est produit près d'Inangahua Junction en Nouvelle-Zélande le 24 mai 1968. La magnitude était de 7.1, il a été ressenti dans tout le pays. Le séisme a fait trois morts et 14 blessés.
L'épicentre se situe à environ 15 km au nord de la ville d'Inangahua. En raison de la faible densité de population dans la région, il y a eu peu de victimes, mais les dégâts matériels ont été importants sur les maisons en bois, et surtout sur les routes, ponts, canalisations souterraines, lignes de chemin de fer avec deux trains qui ont déraillé et 100 km de rails qui furent à remplacer.
Le séisme a également déclenché d'importants glissements de terrain dans cette zone. L'un des glissements a causé le décès de deux personnes. Un autre a créé un barrage naturel sur le parcours du fleuve Buller, surélevant le niveau d'eau de 30m. Sous la menace de la rupture possible de ce barrage et d'une inondation soudaine des zones en aval, les villes de Inangahua et Westport ont du être évacuées.
Le séisme principal a été suivi de nombreuses répliques, dont 15 ayant une magnitude de 5 ou plus durant pendant le mois suivant.